# Shamari Dyer
Shamarie Dyer (Kingston, 31 de marzo de 1995) es un futbolista jamaicano que juega en la demarcación de defensa para el Harbour View FC de la Liga Premier Nacional de Jamaica.

## Selección nacional
Tras jugar en varias categorías inferiores, finalmente hizo su debut con la selección de fútbol de Jamaica en un partido amistoso contra Catar que finalizó con un resultado de empate a uno tras un gol de Khalid Muneer para Catar, y de Jourdaine Fletcher para Jamaica.

## Clubes
| Club                  | País              | Año       | Partidos | Goles |
| --------------------- | ----------------- | --------- | -------- | ----- |
| Waterhouse FC         | Jamaica           | 2012-2021 | 12       | 0     |
| Maverley Hughenden FC | Jamaica           | 2022-     | 27       | 0     |
| Waterhouse FC         | Jamaica           | 2012-2021 | 4        | 0     |
| Old Road FC           | Antigua y Barbuda | 2022-     |          |       |
| Hoppers FC            | Antigua y Barbuda | 2012-2021 |          |       |
| Pigotts Bullets FC    | Antigua y Barbuda | 2012-2021 |          |       |
| Harbour View FC       | Jamaica           | 2022-     | 27       | 2     |